# Урбен Валле
Урбен Едмон Альфред Шарль Валле (фр. Urbain Edmond Alfred Charles Wallet, 3 липня 1899, Мондідьє — 9 грудня 1973, Беллуа-сюр-Сомм) — французький футболіст, що грав на позиції захисника. Виступав за клуб «Ам'єн», а також національну збірну Франції.

## Клубна кар'єра
У дорослому футболі дебютував 1922 року виступами за команду «Ам'єн», кольори якої і захищав протягом усієї своєї кар'єри гравця, що тривала до 1931 року.

## Виступи за збірну
Урбен Валле в 1925 році дебютував у складі національної збірної Франції. У складі збірної був учасником футбольного турніру на Олімпійських іграх 1928 року в Амстердамі. У складі збірної грав до 1929 року, загалом провів у її формі 21 матч, у яких забитими голами не відзначився.
Помер Урбен Валле 9 грудня 1973 року на 75-му році життя у місті Беллуа-сюр-Сомм.